# 阿尔山铁路隧道

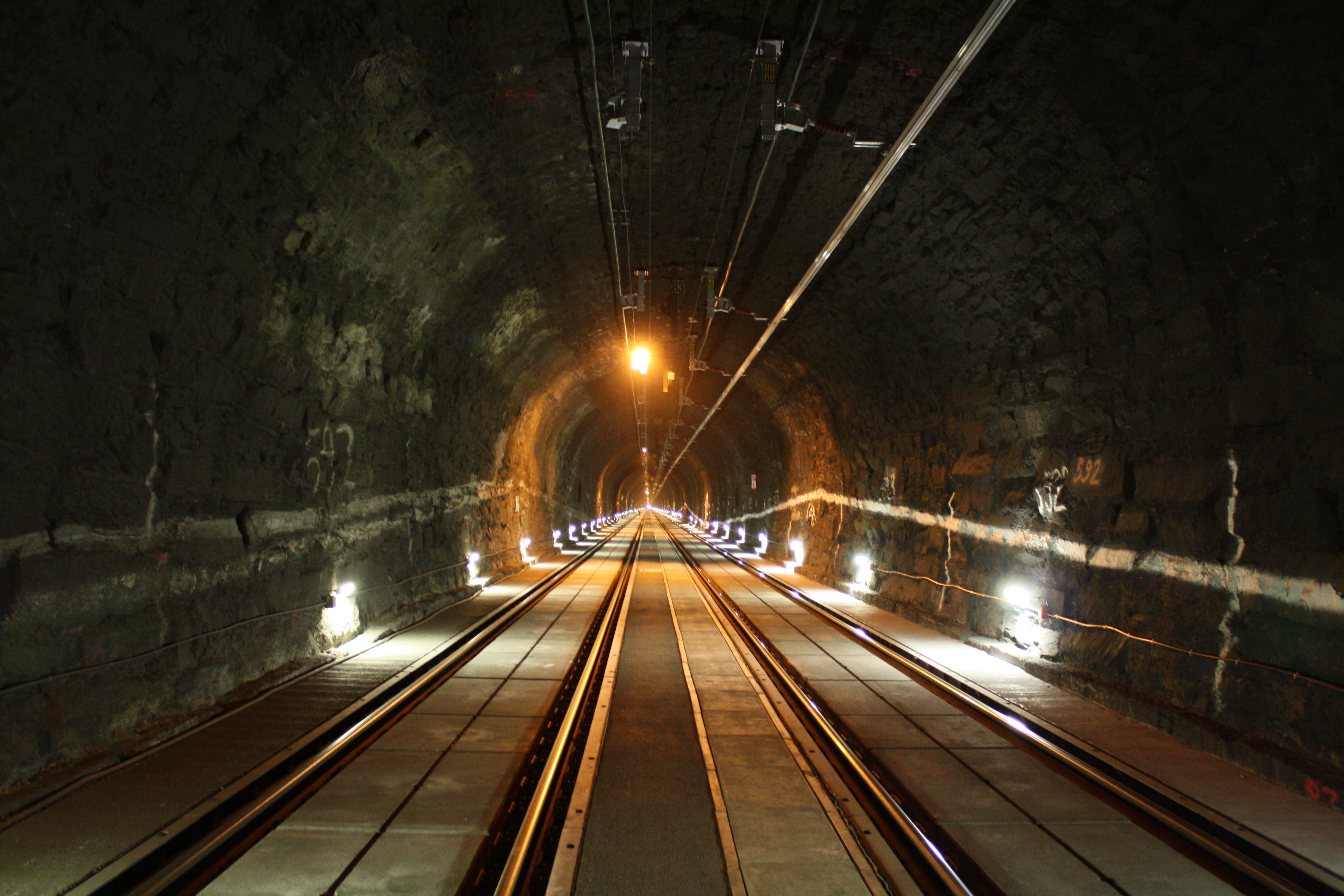
阿尔山铁路隧道

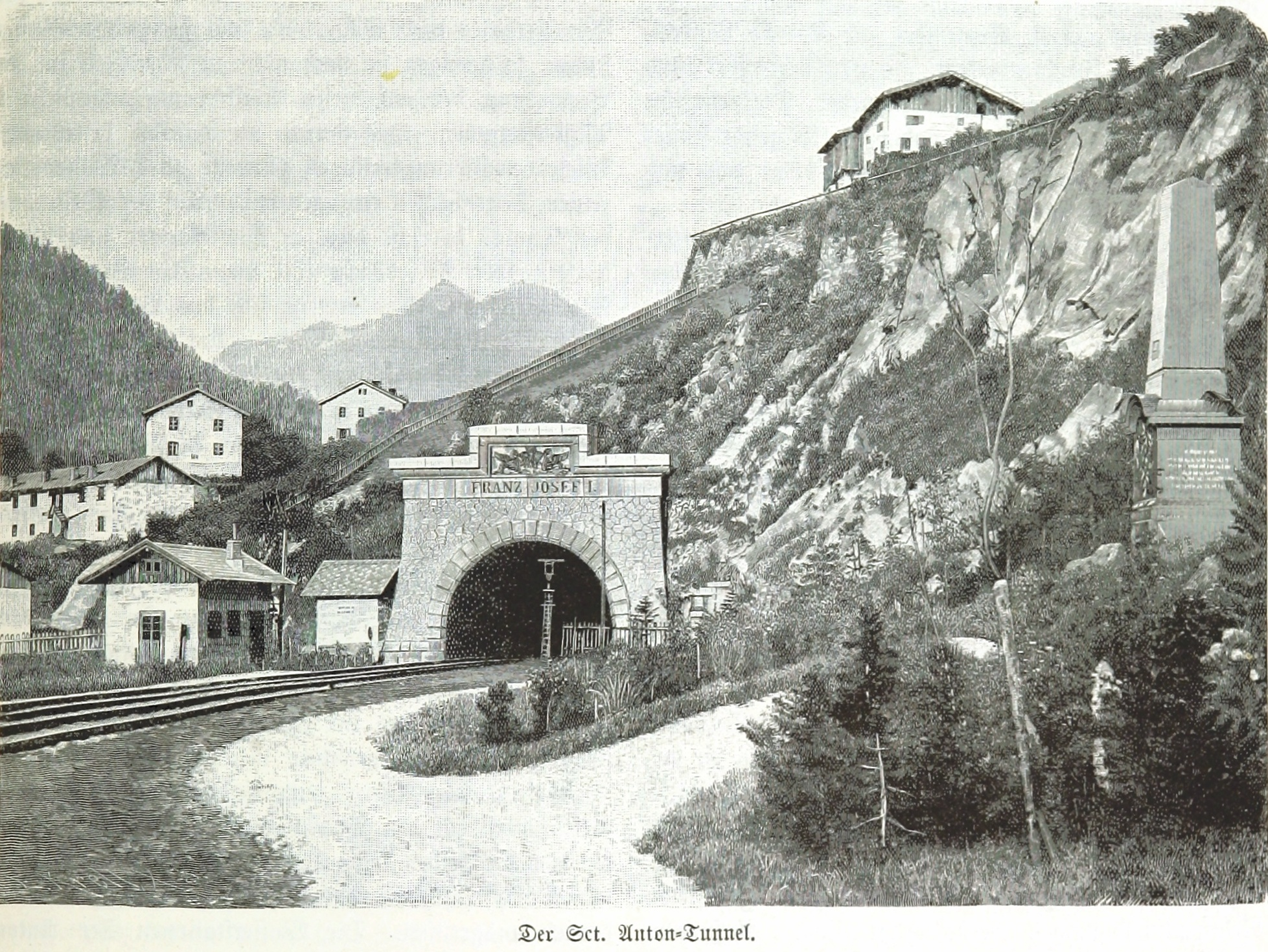
東端出口（攝於1894年）

阿尔山铁路隧道（Arlberg Railway Tunnel）是奥地利西部阿尔山铁路的一个隧道，全程10.648公里。阿尔山铁路的起始站分别为蒂罗尔州和福拉尔贝格州，隧道则贯穿雷蒂亚山脉东北端阿尔山山峦。
隧道于1884年12月21日开通，为一个单线隧道。由于隧道的交通发展太快，第二个轨道于1885年7月15日开通。隧道距离圣安东站99.5公里。